# Desmos
Desmos is een geslacht uit de familie Annonaceae. De soorten uit het geslacht komen voor van in Zuid-China tot in tropisch Azië en het zuidwestelijke Pacifisch gebied.

## Soorten
- Desmos acutus (Teijsm. & Binn.) I.M.Turner
- Desmos chinensis Lour.
- Desmos chryseus (Miq.) Merr.
- Desmos cochinchinensis Lour.
- Desmos costatus (Miq.) Merr.
- Desmos dinhensis (Pierre ex Finet & Gagnep.) Merr.
- Desmos dumosus (Roxb.) Saff.
- Desmos dunalii (Wall. ex Hook.f. & Thomson) Saff.
- Desmos elegans (Thwaites) Saff.
- Desmos goezeanus (F.Muell.) Jessup
- Desmos grandifolius (Finet & Gagnep.) C.Y.Wu ex P.T.Li
- Desmos macrocarpus Bân
- Desmos pedunculosus (A.DC.) Bân
- Desmos polycarpus Jessup
- Desmos viridiflorus Saff.
- Desmos wardianus (F.M.Bailey) Jessup
- Desmos zeylanicus (Hook.f. & Thomson) Saff.